# Palla (vêtement)
Ne doit pas être confondu avec Pala.
Pour les articles homonymes, voir Palla.

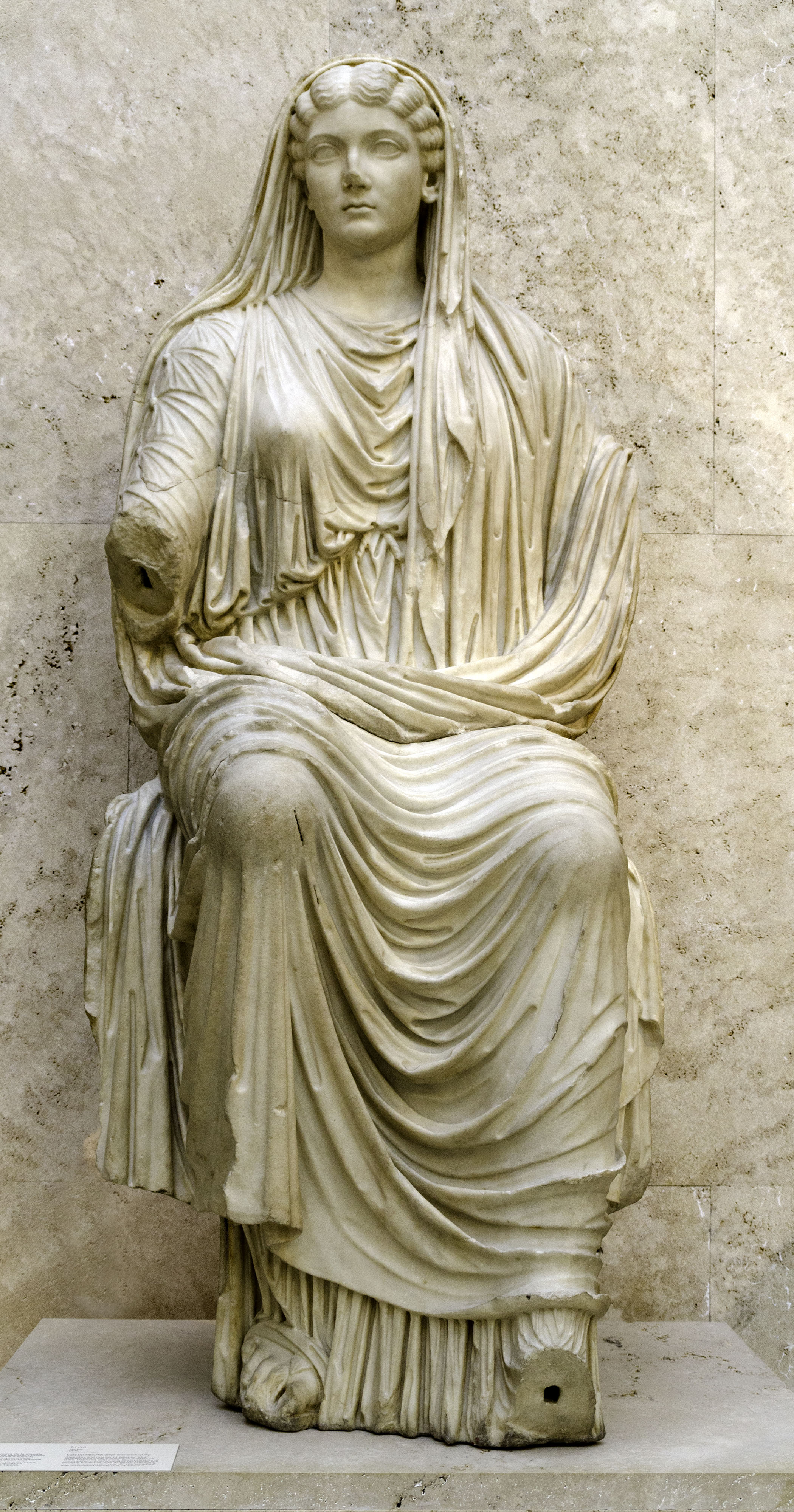
Statue de Livia Drusilla, portant une stola et une palla.

La palla est un manteau traditionnel romain porté par les femmes et attaché avec des fibules. Il était similaire au pallium que portaient les hommes.

## Description
La forme du manteau était rectangulaire au lieu de semi-circulaire comme l'était la toge. La palla était semblable au châle actuel. La palla existait en plusieurs couleurs, dont le bleu, le vert ou le jaune. La palla est faite d'une seule pièce de tissu et drapée sur les épaules, autour du corps et de la tête. La palla était portée sur une longue robe aux manches longues, la stola, elle-même portée par-dessus une tunique.

## Sources
- (en) Cet article est partiellement ou en totalité issu de l’article de Wikipédia en anglais intitulé « palla » (voir la liste des auteurs).